# 暗綠魨
黑青斑河鲀，又名暗绿魨、金娃娃，為輻鰭魚綱魨形目四齒魨亞目四齒魨科的其中一種，生活在近海淡水或淡咸水，原生地分佈於泰國、柬埔寨、馬來西亞、緬甸、中國等地區之流域。栖息在溪流、洪氾區。可人工饲养作为观赏鱼，在基因组学研究中有着重要作用。

## 外形及习性
成魚最長能成長到15-20公分左右。全身約成橫狀楕圓形，鰭部以上（含背部）的皮膚呈金黃色的光澤，另有黑色的圓型斑點交錯其中，類似豹紋。鰭部以下（含腹部）的皮膚呈淨白色的一片。身體兩邊一對魚鰭，在水中的拍動速度相當地快速。
幼魚期時棲息在淡咸水域，成魚期時則應身體需要的鹽份提升，轉而游進海水域棲息。黑青斑河鲀是肉食性魚種，牙齒相鋒利，以貝類为食。此外亦猎食其它小魚、海蚯蚓等。

## 人工饲养
黑青斑河鲀在上海和台灣的水族館中相當常見，通常被称为“金娃娃”。一般最佳的飼養溫度約在24~27℃之間，底砂以鹼性的珊瑚砂為佳。一般在水中加入2%的海盐。
黑青斑河鲀由于攻击性较强，不宜同其它温和型鱼类混养，同种饲养时亦应当多设置遮蔽处，以便弱小个体躲藏。一般以乾燥紅蟲、小魚及小蝦為主要餵食來源。部份的个体经人为选育也可食用颗粒状肉食魚飼料。
黑青斑河鲀等多种鲀类可食用水族缸中水草上附着的难以发觉的小型螺类，有助于保持鱼缸洁净。

## 生物学研究
黑青斑河鲀是拥有已知最小基因组的脊椎动物，仅约340兆碱基对（约为人类基因组大小的十分之一）。其基因组相当缺乏内含子与基因间序列，基因间距非常压缩。因此和另一种基因组稍大的河鲀红鳍多纪鲀一同被选为遗传学和基因组学研究的模式生物。其基因组草图于2004年发布。

## 疾病

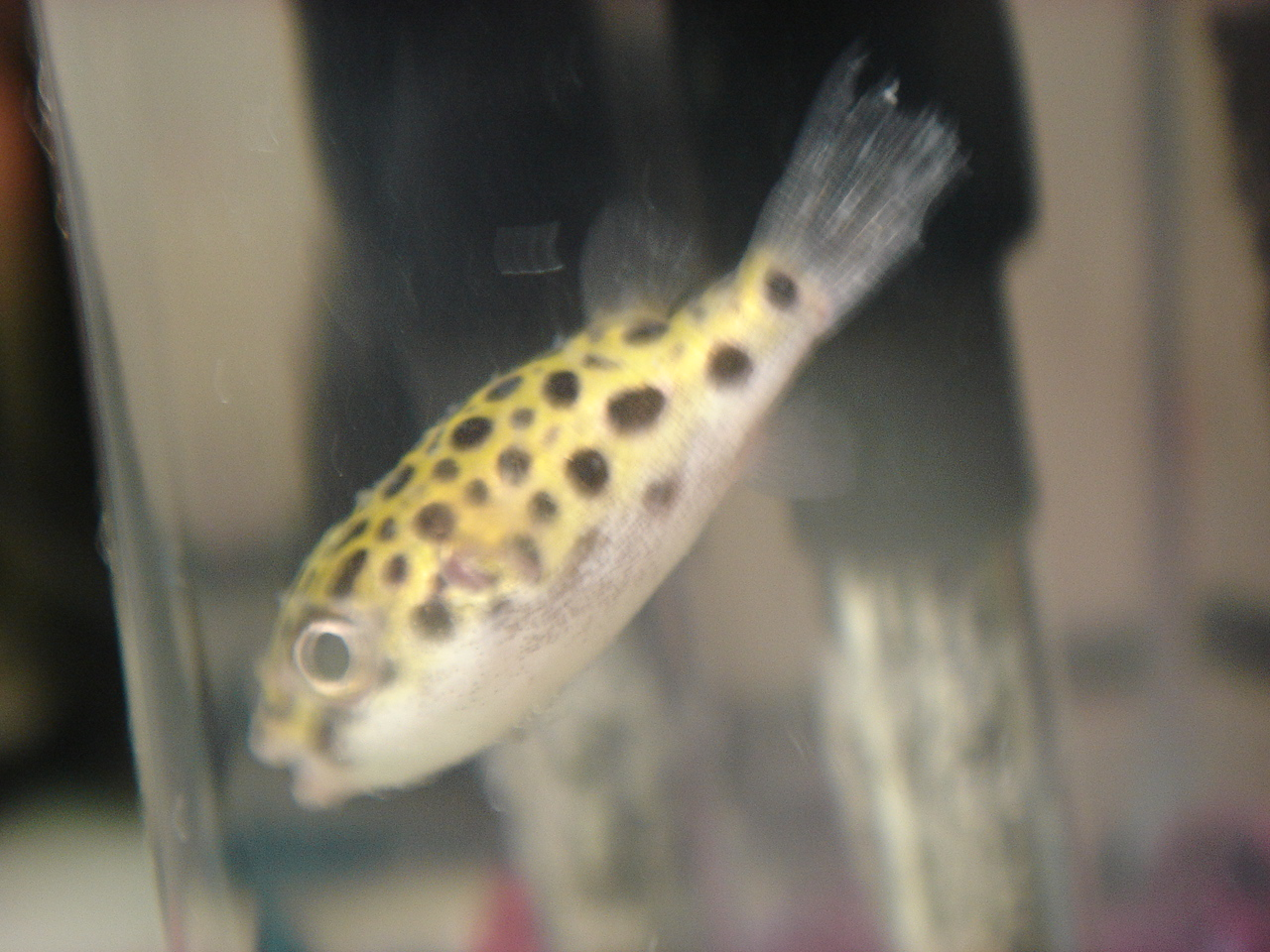
已生病的金娃娃

黑青斑河鲀可能患一般鱼类共有的白点病，此时鱼体外观可看到很多白色点状附着物。若白色腹部出现木色条状物，可能为霉菌感染。通过鱼体外观也可以观察其健康状况，若背部的金黃色光澤及腹部白色处出现黑、灰色化的現象時，代表其可能处于非健康状况。

## 扩展阅读
維基物種上的相關：黑青斑河鲀